# World Federation of Right to Die Societies
Всемирная федерация обществ права на смерть (англ. World Federation of Right to Die Societies, WFRtDS) — международная федерация ассоциаций, продвигающих доступ к добровольной эвтаназии. Она проводит регулярные международные встречи по вопросам наступления смерти и смерти как таковой.
Всемирная федерация, основанная в 1980 году, состоит из 45 организаций права на смерть из 25 стран. Федерация обеспечивает международную связь для организаций, работающих над обеспечением или защитой прав людей на самоопределение в конце жизни.

## Международный день права на смерть
Международный день права на смерть отмечается 2 ноября в таких странах, как Франция, Италия, Мексика, Новая Зеландия и Венесуэла. Праздник был основан во Франции на Всемирной конференции федерации в 2008 году и с тех пор получил свое распространение. Страны-участницы различаются по своим обычаям празднования. Этот день также приходится на празднование Дня Мёртвых в Мексике и представлен в крупных городах как часть этого праздника.

## Споры
Случаи, когда люди выбирают программы ассистированного суицида, вызывают определенные споры в средствах массовой информации и в обществе. Одним из известных случаев является случай Бриттани Мэйнард. У нее была диагностирована последняя стадия рака мозга, и она решила покончить с жизнью, но перед этим решила рассказать о своей ситуации и своем выборе, тем самым открыв дебаты о движении права на смерть в Америке.
Спорные вопросы также связаны с тем, следует ли предоставлять право на смерть тем, кто находится в минимально сознательном состоянии (апаллический синдром). Апаллический синдром относится к людям, которые перенесли неврологические повреждения и никогда полностью не восстановятся, но все еще имеют некоторое сознание.
Такие группы, как Not Dead Yet, борются против движения за легализацию и продвижение права на смерть. Они опасаются, что если эвтаназия будет легализована, пожилые люди и инвалиды будут вынуждены согласиться на нее против своей воли.

## Организации-члены

### Африка
- Южная Африка: Dignity South Africa - Legalise Assisted Dying | my life ~ my choice
- Южная Африка: SAVES - The Living Will Society
- Зимбабве: Final Exit Zimbabwe

### Азия
- Япония: Japan Society for Dying with Dignity (JSDD)

### Европа
- Бельгия: Association pour le Droit de Mourir dans la Dignité (ADMD-B)
- Бельгия: R.W.S. vzw (Recht op Waardig Sterven vzw)
- Дания: Landsforeningen En Værdig Død
- Европа: Right to Die Europe, RtD-E
- Финляндия: EXITUS ry
- Франция: Association pour le Droit de Mourir dans la Dignité (ADMD-F)
- Германия: Dignitas (Sektion Deutschland) e.V. DIGNITATE, DGHS e.V.
- Ирландия: Living Wills Trust (LWT)
- Италия: EXIT - Italia
- Италия: Libera Uscita
- Люксембург: Association pour le Droit de Mourir dans la Dignité (ADMD-L)
- Нидерланды: De Einder
- Нидерланды: NVVE, Right to Die - NL
- Норвегия: Foreningen Retten til en Verdig Død
- Шотландия: Friends at the End (FATE)
- Испания: Asociación Federal Derecho a Morir Dignamente (AFDMD)
- Швеция: Rätten Till en Värdig Död (RTVD)
- Швейцария: Dignitas
- Швейцария: EXIT Association pour le Droit de Mourir dans la Dignité (Suisse Romande)
- Швейцария: EXIT-Deutsche Schweiz
- Швейцария: Lifecircle
- Великобритания: My Death My Decision

### Северная Америка
- Канада: Association Québécoise pour le Droit de Mourir dans la Dignité (AQDMD)
- Канада: Dying with Dignity
- Канада: Farewell Foundation
- Канада: Right to Die Society of Canada
- США: AUTONOMY
- США: Euthanasia Research & Guidance Organization (ERGO)
- США: Final Exit Network
- США: Hemlock Society of Florida, Inc
- США: Hemlock Society of San Diego

### Океания
- Австралия: Christians Supporting Choice for Voluntary Euthanasia
- Австралия: Dying with Dignity NSW
- Австралия: Dying with Dignity Queensland
- Австралия: Dying With Dignity Tasmania (Inc.)
- Австралия: Dying With Dignity Victoria
- Австралия: Northern Territory Voluntary Euthanasia Society
- Австралия: South Australian Voluntary Euthanasia Society
- Австралия: Dying With Dignity Western Australia(Inc)
- Новая Зеландия: End-of-Life Choice Society of New Zealand Inc

### Южная Америка
- Колумбия: Fundacion Pro Derecho a Morir Dignamente (DMD Colombia)
- Венесуэла: Derecho a Morir con Dignidad (DMD Venezuela)